# 巴兹拉
巴兹拉（法語：Bazelat，發音：[bazla]）是法国克勒兹省的一个市镇，属于盖雷区。

## 地理
巴兹拉（46°21'8"N, 1°32'18"E）面积13.43 平方千米，位于法国新阿基坦大区克勒兹省，该省份为法国中部省份，位于法國中央高原西北部，北起安德尔省和谢尔省，西接维埃纳省，南至科雷兹省，东临多姆山省，东北与阿列省接壤。
与巴兹拉接壤的市镇（或旧市镇、城区）包括：阿泽拉布勒、拉沙佩勒巴卢、圣阿尼昂-德韦尔西亚、圣日耳曼博普雷、圣塞巴斯蒂安。
巴兹拉的时区为UTC+01:00、UTC+02:00（夏令时）。

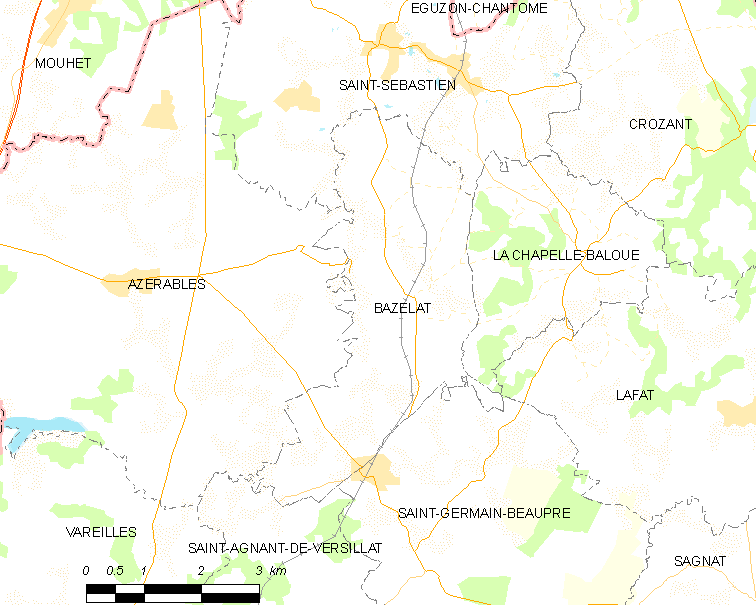
巴兹拉的OSM定位图

## 行政
巴兹拉的邮政编码为23160，INSEE市镇编码为23018。

## 政治
巴兹拉所属的省级选区为丹勒帕莱斯泰勒县。

## 人口

1962-2008年间巴兹拉人口变化图示

巴兹拉于2022年1月1日时的人口数量为229人。